# Pipistrellus inexspectatus
Pipistrellus inexspectatus is een zoogdier uit de familie van de gladneuzen (Vespertilionidae). De wetenschappelijke naam van de soort werd voor het eerst geldig gepubliceerd door Aellen in 1959.